# Panetoz

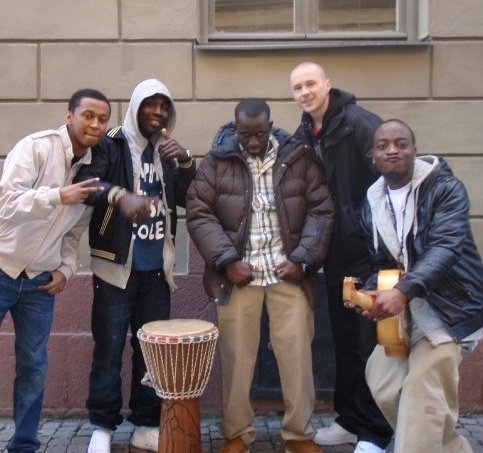
Panetoz från videoinspelningen till "Mama Africa" 2010.

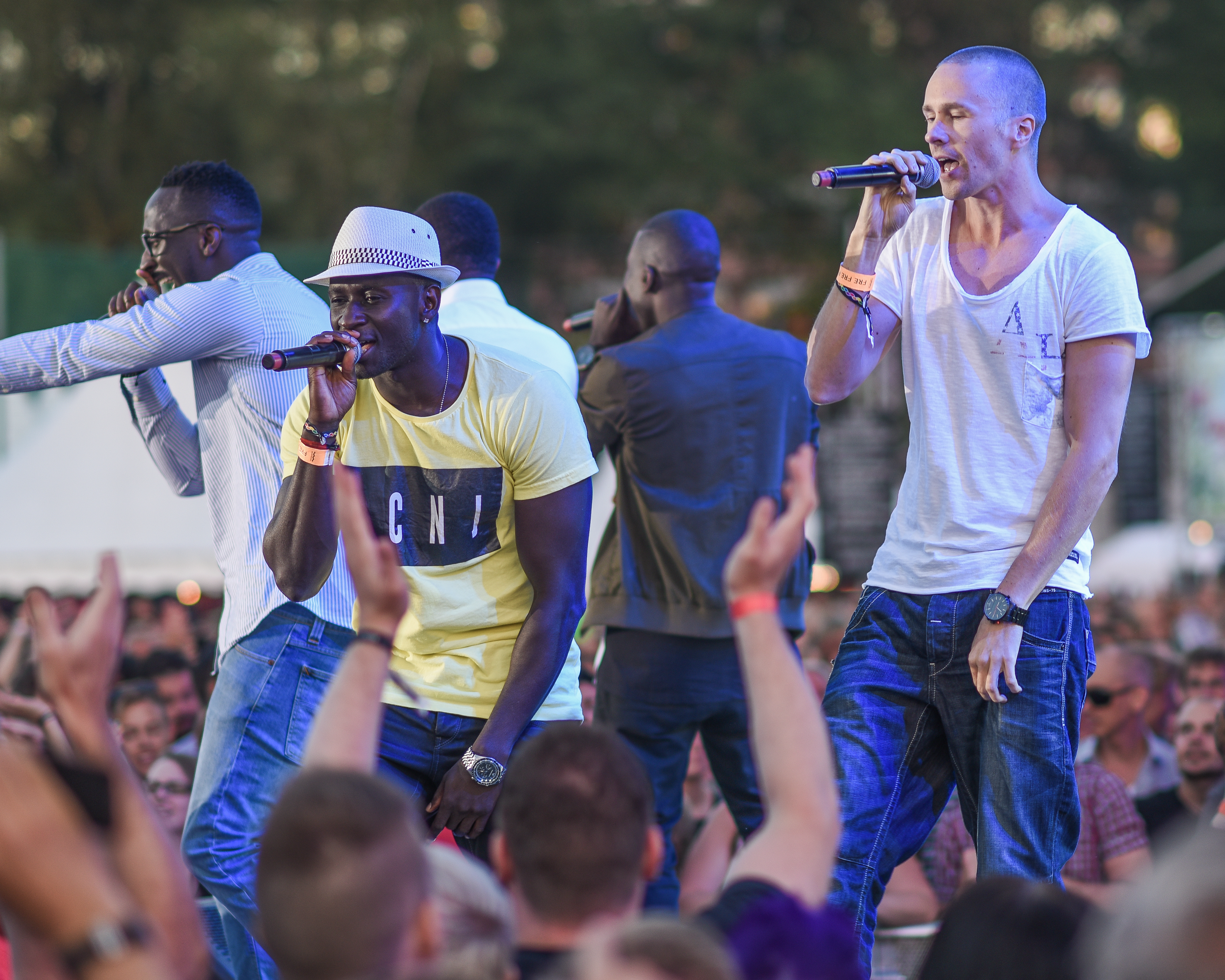
Panetoz på Stockholm Pride 2014

Panetoz är ett svenskt band från Jordbro, Stockholms län, som består av Pa Modou Badjie, Nebeyu Baheru, Johan Hirvi, Njol Badjie och Daniel Nzinga. Bandet har kontrakt med Vägen Ut och Warner Music. Namnet Panetoz kommer från de två första bokstäverna i de tre grundarnas namn: Pa Modou, Nebeyu och Tobias (som dock inte är med längre).

## Verksamheter och karriär
Gruppen startade Vägen Ut Vi Unga i Jordbro, med syftet att genom musikintresset hos de unga minska ungdomsbrottsligheten, droganvändning och segregationen och istället erbjuda en kreativ plats för unga att vistas på. Verksamheten skulle erbjuda ungdomar möjlighet att skapa egen hiphopmusik genom en musikstudio och kunnig handledning. Vid starten av det inledande arbetet fanns ett stort behov av en känsla av gemenskap och samhörighet bland de unga i Jordbro, ett av många utsatta områden i Stockholms län. Genom att skapa positiva förebilder och en gemensam värdegrund i musikstudion anser de att självkänslan hos deltagarna har ökat och därmed har "utanförskapet" kunnat minskas.
Föreningen har blivit en succé. Sedan starten år 2004 har verksamheten nått omkring 100 unga årligen som har fått skapa och spela in egen musik i studion. Verksamhetsfokus har legat på handledningen genom hela musikproduktionen, på kunskapsförmedling samt på skapandet av en gemensam värdegrund för deltagarna. Ungdomarna hjälps idag åt både med olika arrangemang och med musikskapandet.
Verksamheten har etablerats i studiecirkelform hos Studieförbundet Vuxenskolan, där Pa Modou Badjie nu också är anställd.

### Karriär
Första introduktionen för den stora massan kom när de medverkade med låten Efterfesten i Hitmakers i Kanal 5 år 2008, som leddes av Carolina Gynning. Där blev de erbjudna ett skivkontrakt från det danska skivbolaget Phatphase. Efterfest gavs även ut som en digital singel i Danmark, Norge och Sverige med en remix där den danske artisten Mosays gästade.
Genom skivbolaget PNTZ Vägen Ut som de själva driver släppte Panetoz sin officiella debutsingel "Mama Africa" den 11 augusti 2009 i samband med deras framträdande på Ung 08-festivalen i Stockholm. Låten blev väldigt populär i radiostationerna SR Metropol, Din Gata och P3 Street och Panetoz blev även valda som förband åt Busta Rhymes.
Uppföljaren Känn Dig Fri släpptes 15 mars 2010 gick även den bra på nämnda radiostationer och lyckades även ta sig in på MTV där den toppade som nr 2 på "top 7 at 7" New Music.
Det stora genombrottet kom våren 2012 med singeln Dansa pausa. Panetoz deltog i Melodifestivalen 2014 med låten Efter solsken och gick direkt till final från deltävlingen i Linköping. De deltog även i tävlingen 2016 med låten Håll om mig hårt som gick till final via Andra chansen i Halmstad från deltävlingen i Gävle. Väl i finalen slutade de på åttonde plats.

## Medlemmar
- Pa Modou Badjie (av gambiskt ursprung). Kom till Sverige 1996. Han är originalmedlem.
- Nebeyu Baheru (av etiopiskt ursprung). Kom till Sverige 1994. Han är originalmedlem.
- Johan Hirvi (av finskt och svenskt ursprung). Han har en finsk far och en svensk mor. Medlem i Panetoz sedan 2001.
- Daniel Nzinga (av angolanskt ursprung). Född i Angola och kom till Sverige 1990.
- Njol Ismail Badjie (av gambiskt ursprung). Han är den senaste medlemmen och ersatte Christian Omonomben.

Före detta medlemmar
- Tobias var originalmedlem tillsammans med Pa Modou Badjie och Nebeyu Baheru, men han har nu[när?] lämnat bandet för en annan karriär.
- Christian Omonomben (av kongolesiskt ursprung). Han är back-up-medlem och är bandets DJ.

Band under sommarturné
Under sommaren 2023 hade Panetoz för första gången med sig liveband runt om i Sverige bestående av:
- Johan Lindqvist (Guitar)

- William Wermeling (Drums)

- Joseph Spångberg (Keys)

## Diskografi

### Singlar
- 2012: "Dansa pausa" (#1, Sverigetopplistan)
- 2013: "Vissla med mig" (#45, Sverigetopplistan)
- 2014: "Efter solsken" (#4, Sverigetopplistan)
- 2014: "Håll käften och dansa"
- 2014: "World Clap"
- 2015: "Norge"
- 2015: "Fyrverkeri"
- 2016: "Håll om mig hårt"
- 2016: "Om"
- 2017: "Limbo"
- 2018: "Motto Motto" feat. Byz

### Album
- 2014: "Det blir vad du gör det till" (#19, Sverigetopplistan)

## Videografi
- 2008: "Efterfest"
- 2009: "Mama Africa"
- 2010: "Känn dig fri"
- 2010: "Mer än ord"
- 2012: "Dansa pausa"
- 2012: "Le för mig"
- 2012: "Minialbum med samma namn som singeln Le för mig"
- 2015: "Norge"

## Tidningsartiklar
- De har makten över dansgolvet